# Bistum Kalamazoo
Das Bistum Kalamazoo (lat.: Dioecesis Kalamazuensis) ist eine in den Vereinigten Staaten gelegene römisch-katholische Diözese mit Sitz in Kalamazoo. Es umfasst die neun Counties Allegan, Barry, Van Buren, Kalamazoo, Calhoun, Berrien, Cass, St. Joseph und Branch des Bundesstaates Michigan.

## Geschichte
Papst Paul VI. gründete es am 19. Dezember 1970 aus Gebietsabtretungen des Bistums Lansing und es wurde dem Erzbistum Detroit als Suffragandiözese unterstellt.

## Bischöfe von Kalamazoo
- Paul Vincent Donovan (15. Juni 1971–22. November 1994)
- Alfred John Markiewicz (22. November 1994–9. Januar 1997)
- James Albert Murray (18. November 1997–6. April 2009)
- Paul Joseph Bradley (6. April 2009–23. Mai 2023)
- Edward Mark Lohse (seit 23. Mai 2023)

## Weblinks

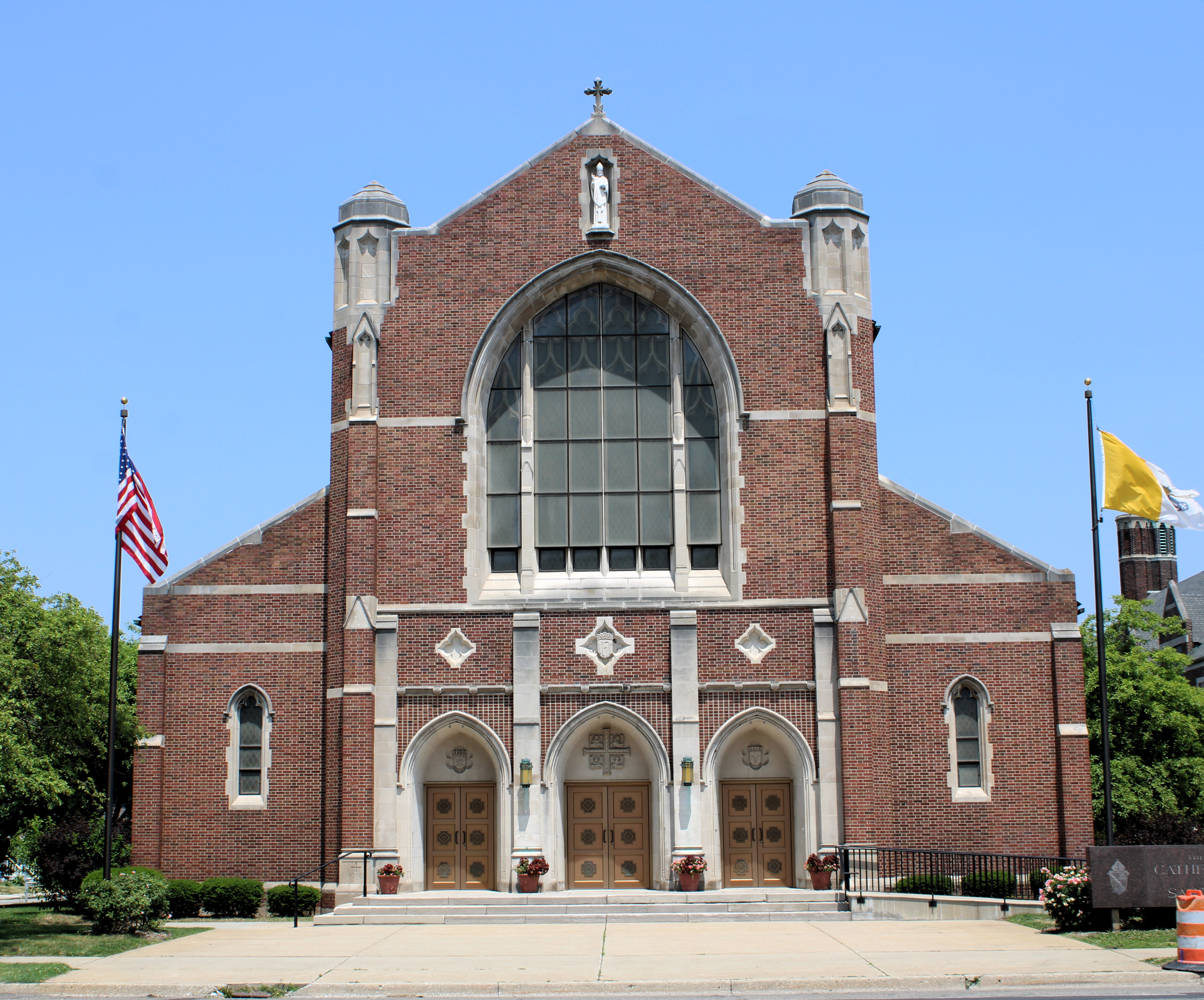
Kathedrale St. Augustine in Kalamazoo